# Han Cong
Han Cong (Chinees: 韩聪, Harbin, 6 augustus 1992) is een Chinees voormalig kunstschaatser die uitkwam als paarrijder. Han en zijn schaatspartner Sui Wenjing wonnen twee keer de WK, vijf keer de 4CK en zijn drievoudig wereldkampioen bij de junioren.

## Biografie
Han begon in 1998 met kunstschaatsen. Toen hij op de kleuterschool zat, zochten scouts daar naar jonge kunstschaatstalenten. Han werd goed genoeg bevonden en mocht verder trainen. Hij werd in 2007 gekoppeld aan zijn schaatspartner Sui Wenjing.
Sui en Han, buiten het ijs geen stel, maakten in het seizoen 2009/10 hun internationale debuut en werden gelijk wereldkampioen bij de junioren. Ze veroverden in de jaren erop nog twee keer de wereldtitel voor junioren (2011, 2012). Begin 2011 deden ze mee aan de Aziatische Winterspelen in Astana. Sui en Han wonnen er de zilveren medaille, achter landgenoten Pang Qing en Tong Jian. De succesreeks zette zich in 2012 voort met de gouden medaille bij de viercontinentenkampioenschappen. Door een groeispurt bij Sui moest het duo het grootste deel van het seizoen 2012/13 overslaan en miste daardoor ook de Olympische Winterspelen in Sotsji. In 2014 wonnen ze voor de tweede keer de viercontinentenkampioenschappen, gevolgd door het derde goud in 2016. Sui en Han bemachtigden daarnaast zowel in 2015 als in 2016 de zilveren medaille bij de wereldkampioenschappen. In mei 2016 werd Sui aan haar rechterenkel en linkervoet geopereerd. De twee moesten hierdoor weer het eerste deel van het seizoen 2016/17 missen. In februari 2017 wonnen ze voor de vierde keer de viercontinentenkampioenschappen, een maand later gevolgd door de wereldtitel.
Na de Olympische Spelen in Peking deden Han en Sui niet mee aan internationale wedstrijden. In augustus 2023 maakte Han bekend dat hij definitief was gestopt. Sui gaf aan zijn besluit te respecteren.

## Persoonlijke records
Sui/Han
| records             | punten | datum      | toernooi |
| ------------------- | ------ | ---------- | -------- |
| Hoogste totaalscore | 232.06 | 30-03-2017 | WK       |
| Hoogste korte kür   | 081.23 | 29-03-2017 | WK       |
| Hoogste vrije kür   | 150.83 | 30-03-2017 | WK       |

## Belangrijke resultaten
2008-2022 met Sui Wenjing
| Kampioenschap                                        | 08/09 | 09/10 | 10/11  | 11/12  | 12/13         | 13/14         | 14/15         | 15/16         | 16/17         | 17/18         | 18/19         | 19/20         | 20/21         | 21/22         |
| ---------------------------------------------------- | ----- | ----- | ------ | ------ | ------------- | ------------- | ------------- | ------------- | ------------- | ------------- | ------------- | ------------- | ------------- | ------------- |
| Olympische Spelen                                    |       |       |        |        |               |               |               |               |               | Zilver        |               |               |               | · 5e (team)   |
| Wereldkampioenschap                                  |       |       |        | 9e     | 12e           | 6e            | Zilver        | Zilver        | Goud          | t.z.t.        | Goud          | *             | Zilver        |               |
| Viercontinentenkampioenschap                         |       |       |        | Goud   |               | Goud          | 4e            | Goud          | Goud          | t.z.t.        | Goud          | Goud          |               |               |
| Aziatische Spelen                                    |       |       | Zilver |        |               |               |               |               |               |               |               |               |               |               |
| Grand Prix-finale                                    |       |       | Brons  |        |               |               | Brons         | t.z.t.        |               | Zilver        |               | Goud          |               | *             |
| Nationaal kampioenschap                              | 4e    | Goud  | Goud   | Zilver |               | Zilver        |               |               |               |               | t.z.t.        |               |               |               |
| WK junioren                                          |       | Goud  | Goud   | Goud   | geen deelname | geen deelname | geen deelname | geen deelname | geen deelname | geen deelname | geen deelname | geen deelname | geen deelname | geen deelname |
| Junior Grand Prix-finale                             |       | Goud  |        | Goud   | geen deelname | geen deelname | geen deelname | geen deelname | geen deelname | geen deelname | geen deelname | geen deelname | geen deelname | geen deelname |
| * WK afgelast naar aanleiding van de coronapandemie. |       |       |        |        |               |               |               |               |               |               |               |               |               |               |

1908: Anna Hübler / Heinrich Burger ·
1920: Ludovika Jakobsson / Walter Jakobsson ·
1924: Helene Engelmann / Alfred Berger ·
1928: Andrée Joly / Pierre Brunet ·
1932: Andrée Brunet / Pierre Brunet ·
1936: Maxi Herber / Ernst Baier ·
1948: Micheline Lannoy / Pierre Baugniet ·
1952: Ria Baran / Paul Falk ·
1956: Sissy Schwarz / Kurt Oppelt ·
1960: Barbara Wagner / Robert Paul ·
1964: Ljoedmila Belooesova / Oleg Protopopov ·
1968: Ljoedmila Belooesova / Oleg Protopopov ·
1972: Irina Rodnina / Aleksej Oelanov ·
1976: Irina Rodnina / Aleksandr Zajtsev ·
1980: Irina Rodnina / Aleksandr Zajtsev ·
1984: Jelena Valova / Oleg Vasiljev ·
1988: Jekaterina Gordejeva / Sergej Grinkov ·
1992: Natalja Misjkoetjonok / Artoer Dmitrijev ·
1994: Jekaterina Gordejeva / Sergej Grinkov ·
1998: Oksana Kazakova / Artoer Dmitrijev ·
2002: Jelena Berezjnaja / Anton Sicharoelidze en Jamie Salé / David Pelletier ·
2006: Tatjana Totmjanina / Maksim Marinin ·
2010: Shen Xue / Zhao Hongbo ·
2014: Tatjana Volosozjar / Maksim Trankov ·
2018: Aliona Savchenko / Bruno Massot ·
2022: Sui Wenjing / Han Cong